# سفیدگون جلبک‌خوار کوچک
سفیدگون جلبک‌خوار کوچک (نام علمی: Neoodax balteatus) نام یک گونه از تیره سفیدگون‌های جلبک‌خوار است.